# Margaret Hayman
 Margaret Hayman  (* 7. August 1923 in New Earswick, England; † 26. Juli 1994) war eine britische Mathematikerin und Autorin. Sie war Mitbegründerin der britischen Mathematikolympiade und war 1974 Präsidentin der  Mathematical Association.

## Leben und Werk
Hayman wurde als Margaret Riley Crann als Tochter des Forschungschemikers Thomas Crann und der Lehrerin Ina Crann geboren. Nach ihrem Studium an der Mill Mount School in York studierte sie 1941 Mathematik und dann Geographie am Newnham College in Cambridge und erwarb 1944 einen Master-Abschluss an der University of Cambridge. 1945 wurde sie Mathematiklehrerin an der Putney High School, einer Mädchenschule in London, wo sie Leiterin der Mathematikabteilung wurde. 1947 heiratete sie den Enkel von Kurt Hensel, den Mathematiker Walter Hayman, mit dem sie 3 Kinder bekam.
1966 gründete sie mit ihrem Ehemann nach einem Besuch in Moskau die britische Mathematikolympiade. Dies führte dazu, dass Großbritannien als eines der ersten westlichen Länder 1967 ein Team zur Internationalen Mathematikolympiade entsandte. Sie setzte sich bei der Sponsorensuche für das britische Team ein und arbeitete daran, die Wertschätzung von Mathematikwettbewerben zu fördern.
1973 gründete sie den Margaret Hayman Charitable Trust. 1974 wurde sie Präsidentin der Mathematical Association und Mitglied des Rates des Institute of Mathematics and its Applications. Ihre Philosophie als Präsidentin der Mathematical Association bestand darin, den Mathematiklehrplan an Schulen so flexibel zu halten, dass alle Schüler eine mathematische Ausbildung erhielten, die ihren individuellen Bedürfnissen entsprach.
1985 zog sie sich von ihren Lehrtätigkeiten an der Putney High School zurück und kehrte mit ihrem Mann nach Yorkshire zurück.
Sie war Fellow (FIMA) des Institute of Mathematics and its Applications. Sie unterrichtete Mathematik an der Royal Institution of Great Britain und war Autorin von mathematischen Lehrbüchern.

## Veröffentlichungen (Auswahl)
- Essential Mathematics. Nelson Thornes Ltd, 1971, ISBN 978-0-333-10124-7.
- Multiple Choice Modern Mathematics. Thomas Nelson & Sons Ltd, 1969, ISBN 978-0-17-441010-2.